# Grand Capucin
El Grand Capucin (3.838 m s. n. m.) es un obelisco de granito rojo situado en los Alpes Grayos (Alpes del Mont Blanc).
Sus paredes se alzan verticales entre los contrafuertes del sudeste del Mont Blanc du Tacul en el conjunto del Mont Blanc. La pared este es la más alta y de mayor interés alpinístico. Sobre ella, entre el 20 y el 23 de julio de 1951, se trazó la primera vía de Walter Bonatti y Luciano Ghigo, hoy convertida en una clásica entre las más bellas escaladas del Mont Blanc.
Según la clasificación SOIUSA, el Grand Capucin pertenece:
- Gran parte: Alpes occidentales
- Gran sector: Alpes del noroeste
- Sección: Alpes Grayos
- Subsección: Alpes del Mont Blanc
- Supergrupo: Macizo del Mont Blanc
- Grupo: Grupo del Mont Blanc
- Subgrupo: Grupo del Mont Blanc du Tacul
- Código: I/B-7.V-B.2.e